# 育才街道 (扶余市)
育才街道，是中华人民共和国吉林省松原市扶余市下辖的一个乡镇级行政单位。

## 行政区划
育才街道下辖以下地区：
西北街社区和小九号社区。